# Allosmerus elongatus
Allosmerus elongatus es una especie de pez del género Allosmerus, de la familia Osmeridae y el orden Osmeriformes. 
Fue descrita científicamente por William Orville Ayres en 1854.
El eperlano blanco Allosmerus elongatus se registra por primera vez en la Columbia Británica a partir de tres ejemplares del estrecho de Juan de Fuca capturados el 2 de noviembre de 1969.
Es un pez pequeño que suele nadar en aguas poco profundas, en bancos pequeños o medianos y a menudo se lo comen otros peces más grandes, como el salmón, la lubina rayada o la trucha. Tiene forma de torpedo diminuto, con ojos grandes y una cola ligeramente bifurcada. Tiene un color plateado pálido con un ligero matiz verde o marrón en la parte dorsal; aunque es tan pálido que parece translúcido e incoloro. 
El pez también puede reconocerse por la línea blanca visible que va desde las branquias hasta la base de la cola en ambos lados. 
Aunque vive la mayor parte de su vida en las aguas costeras del Pacífico nororiental, suele viajar a estuarios, bahías, ríos, lagos, arroyos y lagos para reproducirse. 
Habita fundamentalmente en el Pacífico Oriental desde la isla de Vancouver en Canadá hasta San Francisco en California. Se sabe que desova cerca de las costas, especialmente en las zonas submareales.